# Jacques-Louis David
Jacques-Louis David   (París, 30 d'agost de 1748 - Brussel·les, 29 de desembre de 1825) fou un pintor francès que va influir decisivament en el desenvolupament de l'estil neoclàssic, sent considerat el més prominent pintor de l'època. En la dècada del 1780 la seua cerebral aproximació a la pintura històrica va marcar el canvi de gust, que es va allunyar de la frivolitat del rococó i va evolucionar cap a la severitat i l'austeritat, connectant amb el clima moral dels darrers anys de l'Antic Règim.
Més endavant, David va esdevenir un partidari actiu de la Revolució Francesa i amic de Maximilien de Robespierre, convertint-se en el dictador de les arts sota la República. Empresonat arran de la caiguda de Robespierre, no va tardar a alinear-se de nou amb el règim emergent, el del nou Imperi de Napoleó I. En aquesta època va desenvolupar l'anomenat 'Estil Imperi', notable pel seu ús de càlids colors venecians. Va tenir un gran nombre de deixebles que van fer d'ell el personatge més influent de l'art francès en el Segle XIX, especialment pel que feia a la pintura acadèmica de saló.

## Primers anys
Jacques-Louis David va nàixer a París, al si d'una família benestant, el 30 d'agost de 1748. Quan tenia al voltant de nou anys, son pare va morir en un duel, i sa mare el va deixar sota la cura d'uns oncles arquitectes, els quals li van proporcionar una excel·lent educació al Collège des Quatre-Nations, tot i que mai no va ser un bon estudiant; tenia un tumor que li dificultava la parla, i sempre estava enfeinat dibuixant. Omplia els quaderns amb dibuixos, i va arribar a dir, "Sempre m'amagava darrere de la cadira de l'instructor, dibuixant durant tota la classe". Aviat va decidir que volia ser pintor, però tant els seus oncles com sa mare el volien arquitecte. També aviat va poder contrarestar amb èxit aquesta oposició, i va començar a estudiar amb François Boucher, el pintor francès més important de l'època, que era també un parent llunyà. Boucher va ser un pintor Rococó, tot i que va anar canviant d'estil i esdevenint més clàssic. Aquest va decidir, en lloc de quedar-se a David sota la seua tutela, enviar-lo amb el seu amic Joseph-Marie Vien, un pintor mediocre, però que també va abraçar la reacció neoclàssica font al rococó. Ací, David va tenir l'oportunitat d'assistir a l'Académie de peinture et de sculpture, situada en el palau del Louvre.
Va presentar-se al Prix de Rome, el que significava l'obtenció d'una beca per a una estada a l'Acadèmia Francesa de Roma, quatre vegades entre 1770 i 1774. Una vegada, segons la llegenda, va perdre perquè no ho havia consultat amb Vien, membre del jurat. Una altra vegada va perdre perquè altres estudiants havien estat competint durant anys, i Vien sentia que l'educació de David podia esperar davant d'aquells mediocres pintors. En protesta, David va iniciar una vaga de fam. Finalment va guanyar el premi l'any 1774. Normalment hauria d'haver assistit a altra escola, abans d'anar a l'Acadèmia Francesa de Roma, però la influència de Vien el va deslliurar d'aquest requisit. Va viatjar a Itàlia amb Vien l'any 1775, perquè Vien havia estat nomenat director de l'Acadèmia Francesa de Roma. A Itàlia, David va poder contemplar les obres mestres de l'art clàssic i les restes arqueològiques de la ciutat. Va omplir dotze quaderns d'esbossos amb material que utilitzaria durant la resta de la seua vida. També va poder estudiar els grans mestres de la pintura italiana, sentint-se atret especialment, entre d'altres, per l'obra de Rafael. L'any 1779 va visitar les ruïnes de Pompeia, i va mostrar-se'n meravellat. Després d'aquestes experiències, el seua afany va ser revolucionar el món artístic amb els conceptes "eterns" del classicisme.

## Obra inicial

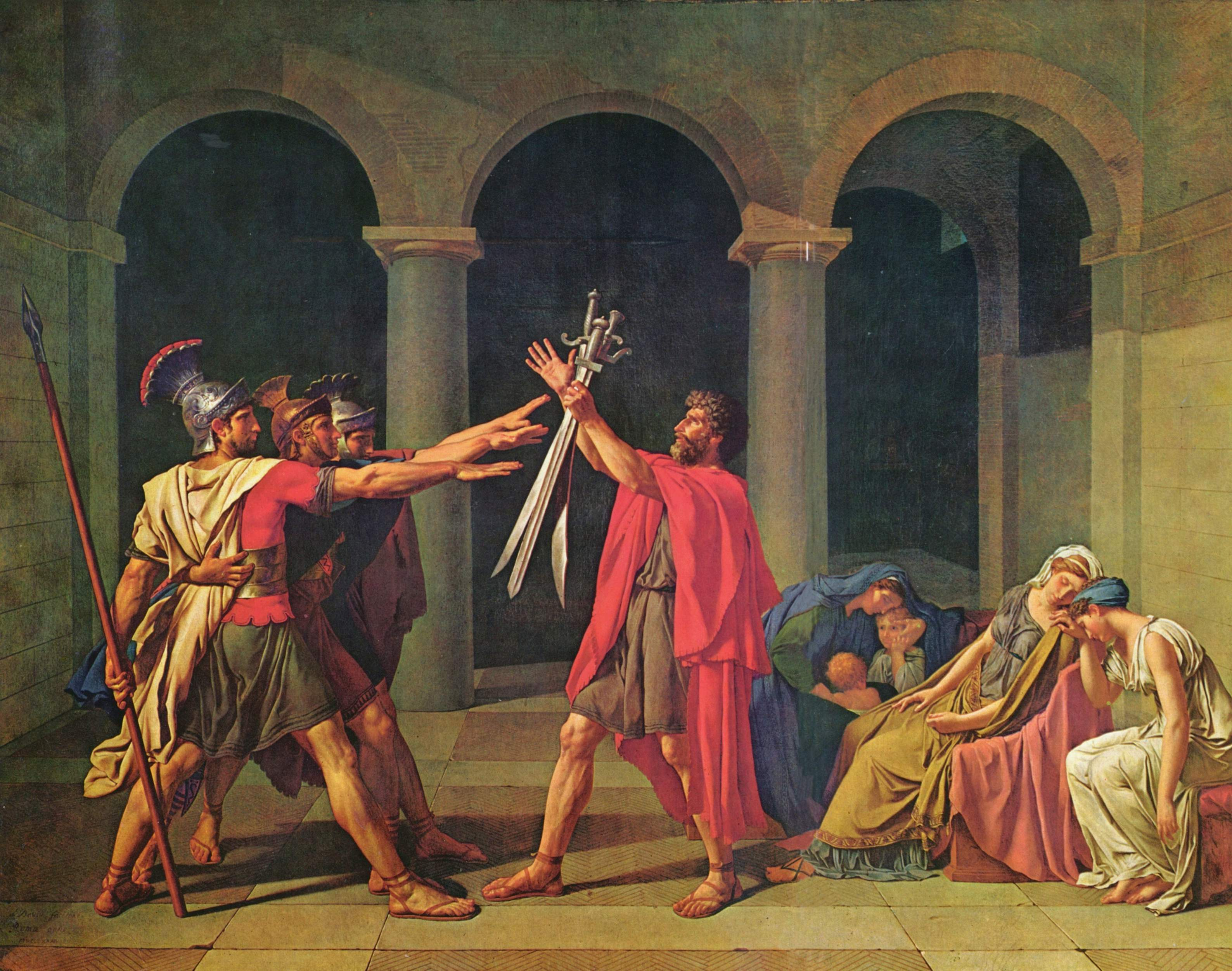
El jurament dels Horacis (1784)

Dibuix preparatori del quadre El jurament del Joc de Pilota (1791).

Els estudiants companys de David en l'Acadèmia el van trobar de difícil tracte, tot i reconèixer el seu geni. Li va ser permès romandre a l'Acadèmia un any addicional, però després de 5 anys a Roma va tornar a París. Ací va trobar persones disposades a exercir la seua influència en favor d'ell, i va ser escollit membre de l'Acadèmia Reial. Va enviar dues pintures a l'Acadèmia Reial, i ambdues van incloses en el Saló de París de 1781, un gran honor. Va ser molt estimat pels seus col·legues, però en l'Acadèmia va haver certa prevenció envers l'exitós jove nouvingut. Després del Saló, el rei va atorgar-li allotjament en el Louvre, un antic i desitjat privilegi reservat als grans artistes. Quan el contractista dels edificis reials, M. Pecol, va entrar en contacte amb David, va proposar-li que es casara amb la seua filla, Marguerite Charlotte. Aquest matrimoni va proporcionar a Davis diners i, amb el temps, quatre fills. El govern li va encarregar el quadre "Horaci defensat per son pare", i David va decidir ràpidament que "Només a Roma puc pintar romans." El seu sogre li va proporcionar els diners necessaris per al viatge i David, amb la seua muller i tres dels seus deixebles (aleshores comptava entre 40 i 50 estudiants) va traslladar-se a Roma. Justament, un dels tres deixebles que el van acompanyar, Jean-Germain Drouais, va ser el guanyador del Prix de Rome aquell any.
A Roma, va pintar el famós quadre El jurament dels Horacis. Els mateixos temes i motius retornarien algunes de les seues darreres obres com ara El jurament del Joc de Pilota i Distribució d'Àguiles. Mentre El jurament dels Horacis i El jurament del Joc de Pilota palesen la importància de l'auto-sacrifici respecte a la pàtria, la Distribució d'Àguiles posa l'accent en l'auto-sacrifici respecte a l'Emperador (Napoleó) i la importància de la glòria militar.
David va postular-se per a director de l'Acadèmia Francesa de Roma l'any 1787, càrrec que desitjava ferventment, però va ser rebutjat en ser considerat massa jove. La situació es va reperir en els anys immediatament posteriors.

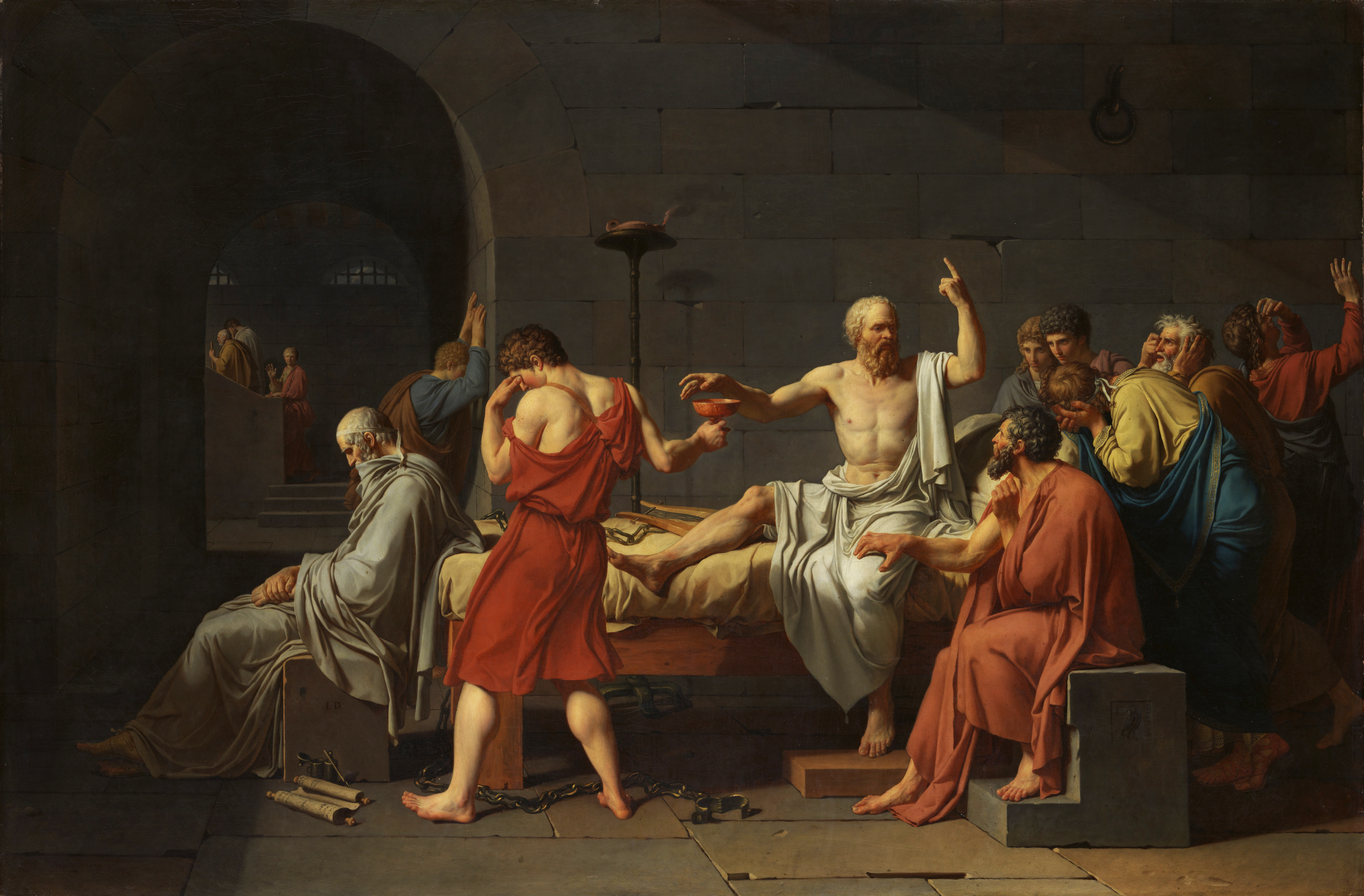
La mort de Sòcrates (1787)

En el Saló de 1787, va exposar la seua famosa Mort de Sòcrates. "Condemnat a mort, Sòcrates, fort, tranquil i en pau, discuteix sobre la immortalitat de l'ànima. Envoltat per Critó, els seus afligits amics i deixebles, està ensenyant, filosofant, i de fet, donant gràcies al Déu de la Salut, Asclepi, pel brevatge de cicuta que li assegurarà una mort tranquil·la… Plató (no present quan Sòcrates va morir) està representat com un home vell assegut al peu del llit." Els crítics van comparar "Sòcrates" amb els frescos de Miquel Àngel per a la Capella Sixtina i les Stanze de Rafael, i un d'ells, després de visitar el Saló, va qualificar el quadre com "perfecte en tots els sentits". Denis Diderot va dir que semblava copiat d'antics baixos relleus.
La seua següent obra va ser Els lictors portant a Brut els cossos dels seus fills. Aquesta obra va tenir una gran repercussió en l'època. Abans de l'obertura del Saló, havia esclatat la Revolució Francesa. L'Assemblea Nacional s'havia establert i la Bastilla havia caigut. La cort reial no volia cap mena de propaganda que poguera agitar les masses, de manera que es va establir una estricta censura de les obres d'art abans de ser exposades. Alguns retrats de gent important van ser bandejats. Quan els periòdics van anunciar que l'exhibició d'Els lictors portant a Brutus els cossos dels seus fills havia estat prohibida, el poble es va sentir ultratjat i finalment la pressió va fer cedir als reialistes. El quadre va ser exposat al Saló, protegit per estudiants d'art. L'obra representa a Luci Juni Brut, cònsol romà, lamentant-se de la mort dels seus fills. Aquests s'havien aixecat contra la República, amb l'objectiu de restaurar la monarquia, i son pare va ordenar la seua mort. Així, Brut va ser un heroic defensor de la República, i va haver de pagar-hi amb la vida dels seus fills. A la dreta, la mare sosté les dues filles i l'àvia, cap a la dreta, es tapa la cara amb angoixa. Brut es troba assegut a l'esquerra, sol, afligit, però pensant que ha fet el millor per al seu país. El conjunt era un símbol republicà, i òbviament amb un gran significat en aquells turbulents anys a França.

## La Revolució
Al principi, David va ser partidari de la Revolució, amic de Robespierre i convençut jacobí. Mentre altres estaven abandonant el país a la recerca de noves i majors oportunitats, David hi va romandre, ajudant a bastir el nou ordre. En realitat el seu capteniment va ser curiós: hi havia més oportunitats per a ell sota el rei que amb la nova situació. S'ha suggerit que el seu amor pel període clàssic el va fer estimar tot allò que se'n podia relacionar, incloent-hi el govern republicà.
Potser la clau rau en la seua personalitat. Sense dubte, la seua sensibilitat artística, el temperament apassionat, les seues volàtils emocions, l'entusiasme ardent i l'orgullosa independència, van poder portar-lo a girar-se contra l'ordre establert, tot i que això tampoc no explique la seua devoció pel règim republicà. Tampoc les vagues afirmacions a propòsit de la seua "punyent ambició... i singular fortalesa de propòsit" expliquen les seues connexions revolucionàries. Aquells que el van conèixer van assegurar que el seu "generós ardor", l'elevat idealisme i el seu entusiasme, tot i que de vegades fanàtic, més que la recerca de l'interès personal, van motivar les seues activitats durant aquest període.

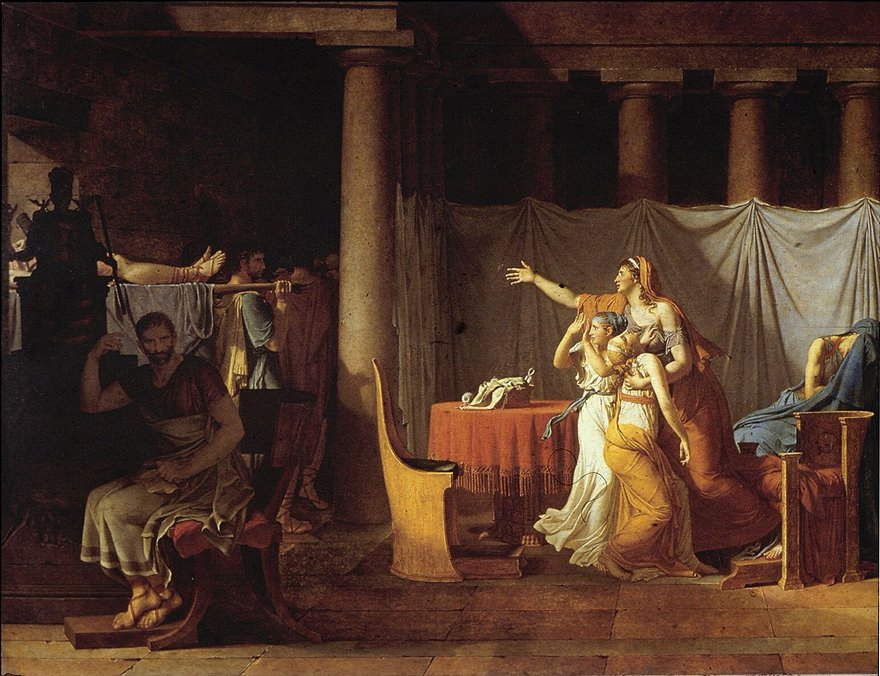
Els lictors portant a Brut els cossos dels seus fills (1789)

Aviat, David va començar a adreçar els seus atacs a la Reial Acadèmia de Pintura i Escultura. Al principi, aquests atacs probablement van ser causats per la hipocresia de l'organització, i per la posició contrària que mantenia envers el treball personal de l'autor, com ja s'ha vist en episodis previs de la seua vida. La Reial Acadèmia estava farcida de reialistes, i els intents de reforma de David no van ser ben rebuts. No obstant això, la situació estava en contra d'aquest símbol de l'antic règim, i l'Assemblea Nacional va ordenar que s'hi introduïren canvis per adaptar-la a la nova constitució.
Aleshores, David va encetar una tasca que més tard hauria de perseguir-lo: propaganda per a la nova república. El quadre de Brut va ser exhibit durant la interpretació de l'obra de teatre Brutus, del famós Voltaire. El poble hi va respondre amb tumultuosos signes d'aprovació. El 20 de juny de 1790, anniversari del primer acte de desafiament contra el rei, es va celebrar el jurament del Joc de Pilota. Volent commemorar l'esdeveniment amb un quadre, els jacobins, revolucionaris que s'havien estat reunint en el Monestir Jacobí, van decidir triar el pintor amb un geni que "anticipara la revolució". David hi va acceptar, i començà a treballar en un llenç d'enormes proporcions. La pintura mai no va ser conclosa, potser a causa de la seva desmesurada mida (aproximadament 10,5 m. x 11 m.) i perquè la gent que hi havia de posar va desaparèixer durant el Regnat del Terror, però es conserven diversos esbossos complets.
Quan Voltaire va morir, l'any 1778, l'Església li va denegar un funeral cristià, i el seu cos va ser soterrat al costat d'un monestir. Un any més tard, els antics amics de Voltaire iniciaren una campanya per a aconseguir que el seu cos reposara al Panteó, que com a propietat de l'Església havia estat confiscat pel govern francès. David va ser escollit per a encapçalar el comitè organitzador, una desfilada pels carrers de París fins al Panteó. Malgrat la pluja i l'oposició dels conservadors, que criticaven la despesa pública que significava l'acte, la processó va tenir lloc. Més de 100.000 persones van contemplar al "Pare de la Revolució" en el camí vers la seua tomba definitiva. Va ser el primer de molts esdeveniments organitzats per David per a República. Va responsabilitzar-se de l'organització de cerimònies d'homenatge a màrtirs que havien mort lluitant contra els reialistes. Aquesta mena de funerals recordaven les cerimònies religioses de les antigues Grècia i Roma anomenades Saturnàlies.
L'any 1791, el rei va intentar fugir del país, i l'emperador d'Àustria va anunciar la seua intenció de restaurar la monarquia. En reacció, el poble va arrestar el rei. La monarquia va ser finalment abolida l'any 1792. Quan la Convenció Nacional va celebrar la seua primera reunió, Davit hi estava assegut al costat dels seus amics Jean-Paul Marat i Robespierre. En la Convenció, David es va guanyar aviat el sobrenom de "terrorista ferotge". Immediatament, els agents de Robespierre van descobrir una cambra secreta del rei, i van demostrar que aquest conspirava per fer caure el govern. Es va demanar l'execució del monarca. La Convenció Nacional va sotmetre a votació la sort de Lluís XVI i David va votar la sentència de mort, cosa que va provocar que la seua muller, una reialista, es divorciara d'ell.
Quan va morir Lluís XVI, el 2 de gener de 1793, un altre home també moria — Louis Michel Le Peletier de Saint-Fargeau. Le Peletier va ser assassinat per un guàrdia reial, en venjança per haver votat a favor de l'execució del rei. David va ser designat per a organitzar el funeral i va pintar Le Peletier assassinat. En aquest quadre, l'espasa de l'assassí podia veure's penjada per un pèl de crinera sobre el cos de Le Peletier, un concepte inspirat en la proverbial espasa de Damocles, que il·lustrava la inseguretat del poder i la posició. També subratllava el coratge demostrat per Le Peletier i els seus companys en desfer-se d'un rei opressor. En l'espasa s'hi trobava una peça de paper en què hi havia escrit ‘Vote per la mort del tirà’, i com a tribut, en el cantó inferior dret, David va fer la inscripció: ‘David a Le Peletier. 20 de gener de 1793’. La pintura va ser destruïda més tard per una filla reialista de Le Peletier, i només és conegut a través d'un gravat i per descripcions dels contemporanis. No obstant això, aquesta va ser una important obra en la carrera de David, perquè va ser el seu primer quadre acabat sobre un tema de la Revolució, fet en menys de tres mesos, i va suposar un procés de regeneració que culminaria amb La mort de Marat.

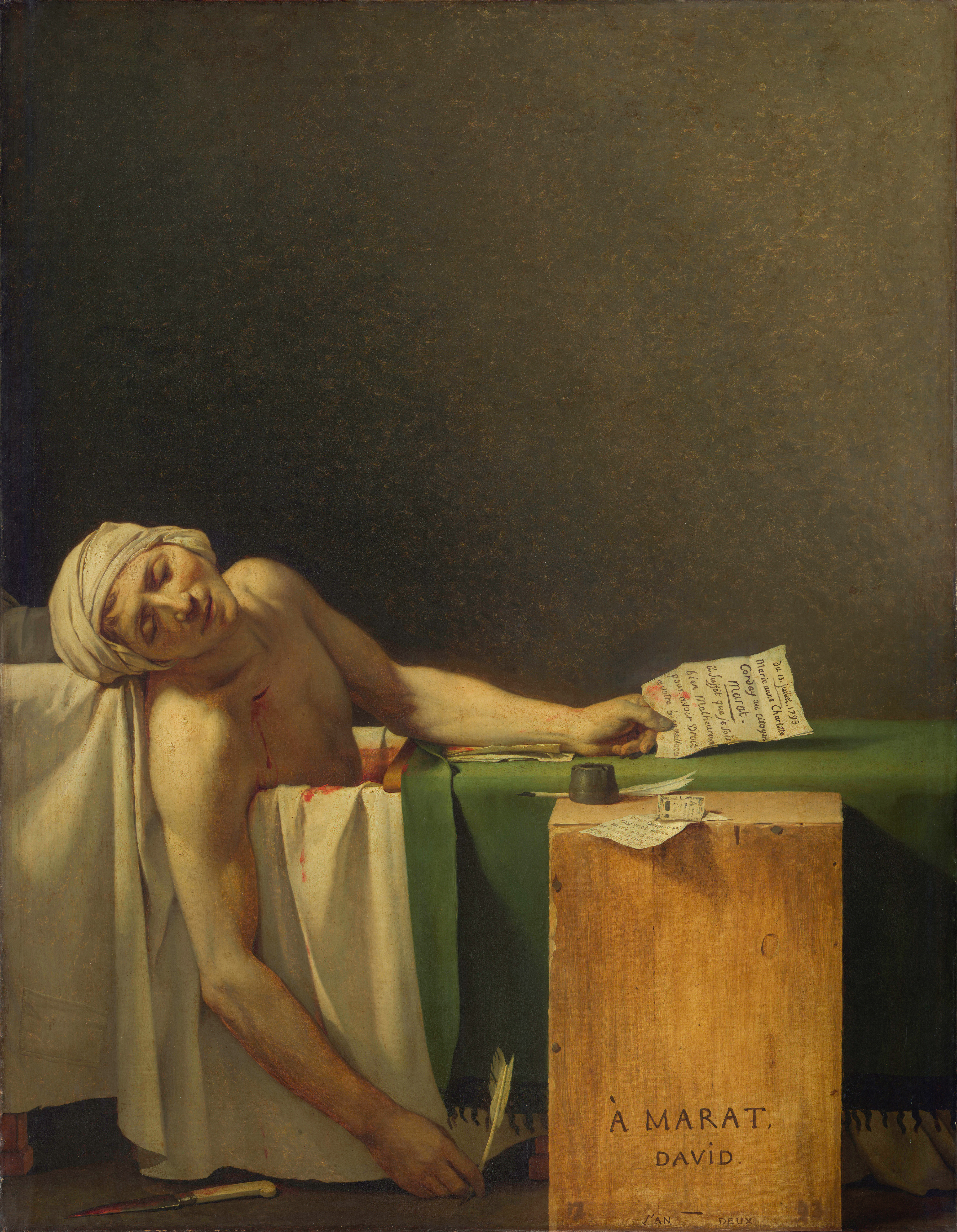
La mort de Marat (1793)

El 13 de juliol de 1793, va ser assassinat Marat per Charlotte Corday, una dona pertanyent a un partit oposat, el nom de la qual es pot llegir la nota que sosté Marat en el subsegüent quadre de David, La mort de Marat. De nou, David va organitzar un espectacular funeral, i Marat va ser soterrat al Panteó. Marat va morir en la banyera, escrivint. David volia portar el cos el Marat submergit en la banyera durant el funeral, però el cos havia començat el procés de putrefacció. En lloc d'això, el cos de Marat va ser ruixat periòdicament amb aigua i així el públic va poder contemplar les despulles amb totes les ferides obertes. La mort de Marat, potser el quadre més cèlebre de David, ha estat anomenat la Pietà de la Revolució. Abans de presentar el quadre a la Convenció, David va dir "Ciutadans, el poble estava de nou cridant al seu amic; va deixar anar la seua veu desolada: David, prent els teus pinzells... Jo vaig escoltar la veu del poble, i hi vaig obeir". David va haver de treballar ràpidament, i el resultat va ser una imatge senzilla i punyent.
Després d'executar al rei, va esclatar la guerra entre la nova República i les principals potències europees, i la pobresa es va estendre per la França en guerra. El Comitè de Salvació Pública, encapçalat per Robespierre, que havia esdevingut el virtual dictador del país, va establir el racionament de blat a París. El comitè va ser sever; Maria Antonieta va ser condemnada a la guillotina, un esdeveniment recordat en un famós esbós de David. Guillotines portàtils van començar a tallar caps de generals caiguts, aristòcrates, capellans i tota mena d'enemics. David va organitzar la seua última cerimònia: el festival de l'Ésser Suprem. Robespierre s'havia adonat de la tremenda força propagandística d'aquesta mena de cerimònies, i va decidir crear una nova religió, mesclant idees morals amb conceptes republicans, basant-se en els treballs de Rousseau, i de la qual el mateix Robespierre seria el sacerdot suprem. Aquest procés havia començat amb la confiscació de propietats de l'església i amb l'obligació que els capellans juraren la república. Els festivals, anomenats "fêtes", serien el mètode d'adoctrinament. El dia assenyalat, 20 de pradal segons el Calendari republicà francès, Robespierre va parlar, va descendir unes escales i amb una torxa que el mateix David li va lliurar, va calar foc a una imatge de cartró que simbolitzava l'ateisme, revelant-ne davall una imatge de la Saviesa. El festival va accelerar la caiguda dels "incorruptible". Més tard, hom ha vist com els mètodes de David han estat usats per Lenin, Mussolini i Hitler. Aquests actes de propaganda massiva van unir el poble. França va intentar exportar aquesta mena de festivals als Estats Units d'Amèrica, però aviat es va rebre la notícia que "en realitat, aquests mètodes, excel·lents a França, on les masses hi prenien part activament, tenien a Amèrica un aire trist."
Aviat, la guerra va començar a anar bé; les tropes franceses van travessar Bèlgica, i l'estat d'emergència que havia forçat al Comitè de Salut Pública a prendre el control va desaparèixer. Aleshores, els conspiradors van capturar Robespierre a la Convenció Nacional. Durant la detenció, David va cridar al seu amic "si beus cicuta, jo la beuré amb tu." Després d'aquestes emocions, va caure malalt, i no va assistir a la sessió de la vesprada, el que va salvar-lo de ser guillotinat en companyia de Robespierre. David va ser arrestat i enviat a la presó, on va pintar el seu autoretrat, i també el del seu carceller.

## Post-revolució
Després de rebre la visita de la seua muller a la presó, David va concebre la idea de contar la història de les sabines. S'ha dit que Les sabines demanant la pau interposant-se entre els combatents, també anomenat La intervenció de les sabines, va ser pintat en honor de la seua muller, amb el tema de l'amor que preval sobre el conflicte. La pintura també es considera una crida a la unitat del poble després del vessament de sang revolucionari.

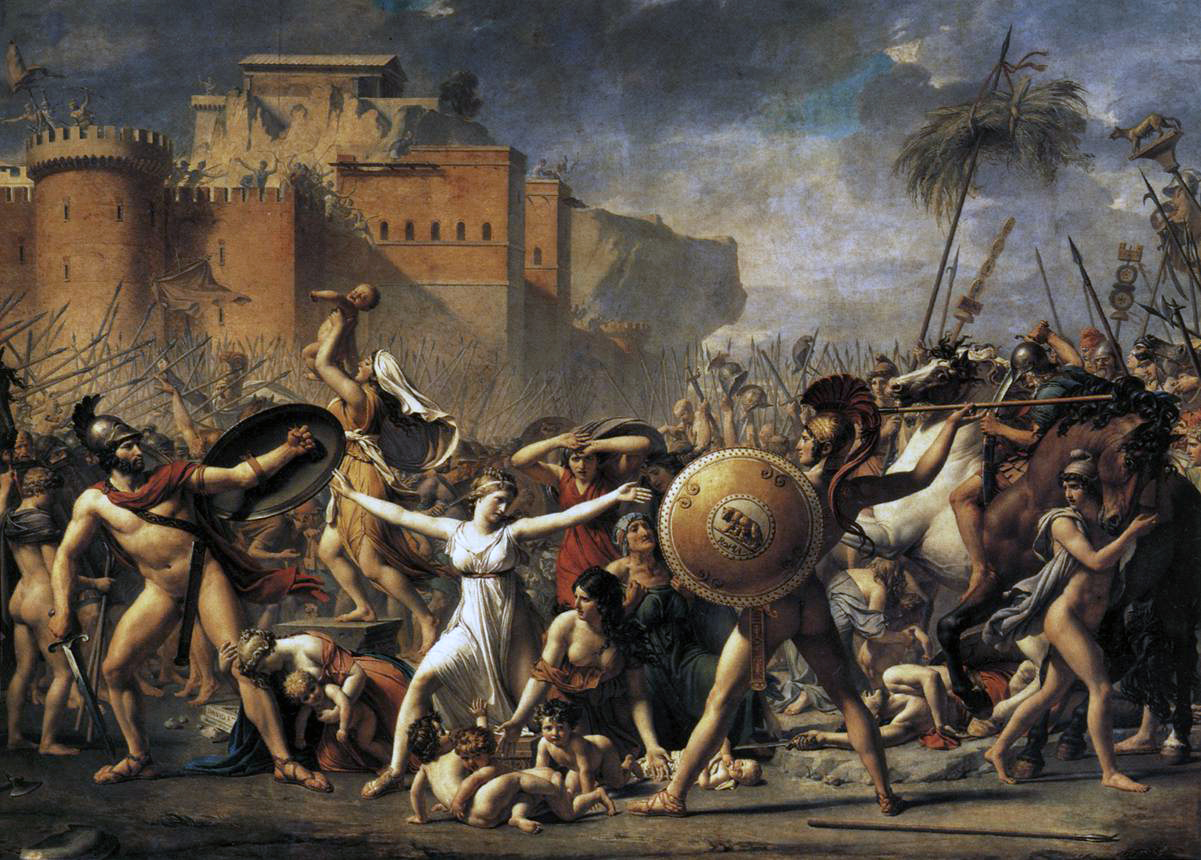
La intervenció de les sabines

Aquesta obra va cridar l'atenció de Napoleó. La història del quadre és aquesta: "Els romans havien raptat les filles dels seus veïns, les sabines. Per a venjar aquest rapte, els sabins van atacar Roma, tot i que no immediatament – mentrestant, Hersilia, filla de Taci, líder dels sabins, s'havia casat amb Ròmul, el cap dels romans, i tenien dos fills. En el quadre es veu a Hersilia, entre son pare i el seu marit, demanant als combatents que no deixen vídues matant als seus esposos o òrfenes matant els seus pares. Altra dona sabina s'uneix a les seues exhortacions." Durant aquest temps, els màrtirs de la revolució van ser trets del Panteó i soterrats en una fossa comuna, i les estàtues revolucionàries van ser enderrocades. Quan David va ser finalment alliberat, el país havia canviat. La seua esposa va ser especialment activa per a alliberar a David, i ell li va escriure cartes confessant-li que mai no havia deixat d'estimar-la. Es van tornar a casar l'any 1796. Finalment, completament rehabilitat en la seua posició, es va retirar al seu estudi, va prendre deixebles i va abandonar la política.

## Napoleó
En una de les grans coincidències de la història, l'estret lligam de David amb el Comitè de Salut Pública durant el Terror va resultar en la seua signatura de la sentència de mort d'un tal Alexandre de Beauharnais, un noble menor. La vídua de De Beauharnais, Rose-Marie Josephe de Tascher de Beauharnais seria coneguda posteriorment com a Josephine Bonaparte, Emperadriu dels Francesos. Va ser justament la seua coronació pel seu marit, Napoleó I, l'escena que David va pintar de manera tan memorable en el quadre Coronació de Napoleó i Josefina, 2 de desembre de 1804.
David havia estat un admirador de Napoleó des del seu primer encontre, impressionat per les seues faccions clàssiques. Va demanar una sessió de posat a l'ocupat i impacient general, i va poder prendre'n un esbós l'any 1797. Fou capaç d'acabar la cara de Napoleó, però el seu cos, al quadre que el representa signant la pau amb Àustria, roman inacabat. Napoleó tenia una gran estima per David, i li va demanar que l'acompanyara a Egipte l'any 1798, però David va refusar-hi, al·legant que era massa vell per a aquella aventura, i hi va enviar a un estudiant seu: Antoine-Jean Gros.

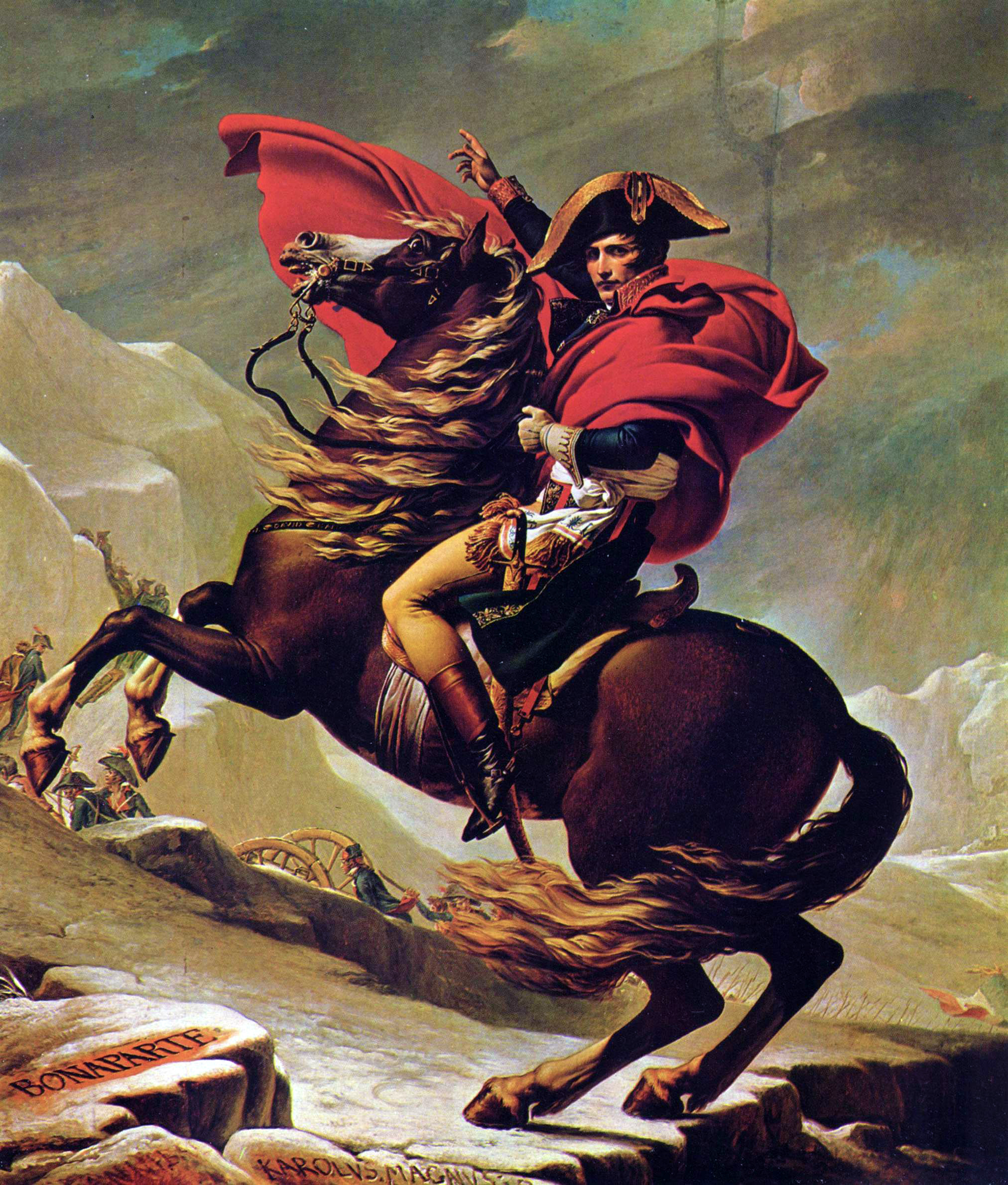
Napoleó travessant els Alps (1801)

Després del reeixit colp d'estat de 1799, Napoleó, com a Primer Cònsol va encomanar a David una obra commemorativa de la seua arriscada travessia dels Alps. La travessia del Pas de Sant Bernat havia permès als francesos sorprendre l'exèrcit austríac i sortir victoriosos de la batalla de Marengo, el 14 de juny de 1800. Tot i que Napoleó havia creuat els Alps sobre una mula, va demanar ser «pintat flegmàtic sobre un cavall feréstec». David va acomplir la comanda amb Napoleó travessant els Alps. Després de la proclamació de l'Imperi, l'any 1804, David va esdevenir el pintor oficial de la cort.
A David se li va fer l'encàrrec de pintar La coronació de Napoleó a Notre Dame. Se li va permetre assistir a l'esdeveniment. També se li van proporcionar plànols de Notre Dame, i els participants van posar per a ell individualment en el seu estudi, tot i que l'Emperador no ho va fer (l'única vegada que va posar per a ell de manera individual va ser l'any 1797). Finalment David va aconseguir un posat privat de l'Emperador amb l'Emperadriu Josefina i la germana de Napoleó, Caroline Murat, mitjançant la intervenció del llavors comissionat d'art, el mariscal Joachim Murat, cunyat de l'Emperador. Com a fons, David va triar el cor de Notre Dame i els seus ocupants. El Papa va acudir també a posar, i realment va beneir David. Napoleó va anar a veure el pintor, va contemplar el llenç durant una hora i va dir "David, et salude". David va haver de refer diferents parts del quadre degut als capritxos de Napoleó. Com a pagament va rebre només 24.000 Francs.

## Exili
Després que els Borbons tornaren al poder, David era a la llista de bonapartistes i antics revolucionaris proscrits, ja que durant la Revolució Francesa havia votat per l'execució de Lluís XVI, germà gran del nou rei, Lluís XVIII. Aquest, però, oferí al pintor l'amnistia i fins i tot un càrrec com a pintor de la Cort, que David rebutjà, preferint autoimposar-se l'exili a Brussel·les (1816). Allí pintà Cupidon et Psyché, i hi visqué plàcidament els darrers anys de la seua vida al costat de la seua esposa (amb qui s'havia tornat a casar) acompanyat per altres exiliats, com Barère o Sieyès. Es dedicà preferentment a fer pintures en petita escala d'escenes mitològiques, i retrats de l'alta societat brussel·lesa, i d'altres emigrats napoleònics, com el comte Gérard o el mateix Sieyès.
Va començar la seva darrera obra, Mars désarmé par Vénus et la Grâce el 1822, i l'acabà l'any abans de la seva mort. David volia superar-se novament i el desembre del 1823 escrigué: «Aquesta és l'última pintura que vull realitzar, i vull que supere el que he fet. Hi posaré la data dels meus 75 anys i mai més no tornaré a agafar el pinzell». El tema procedia de la mitologia grega, David seguia fidel a la llegenda. «Els colors seran translúcids i perlats, com si pintara en porcellana». La pintura fou mostrada a Brussel·les primer i a París després, i els seus antics deixebles es congregaren per admirar-la. L'exposició recaptà 13.000 francs nets, cosa que vol dir que tingué més de 10.000 visitants, una quantitat molt gran per a l'època.
Sortint un dia del teatre, un carruatge el colpejà i el 29 de desembre del 1825 David morí per complicacions cardíaques. Un cop mort, alguns dels seus retrats es van vendre a l'encant a París, a poc preu. La seva famosa pintura de Marat es va mostrar en una habitació tancada, per no ofendre el públic. No es permeté que el cos del pintor entrés a França, de manera que les seves despulles foren enterrades a Brussel·les, per bé que el seu cor es conserva al cementiri parisenc del Père-Lachaise.

## Galeria

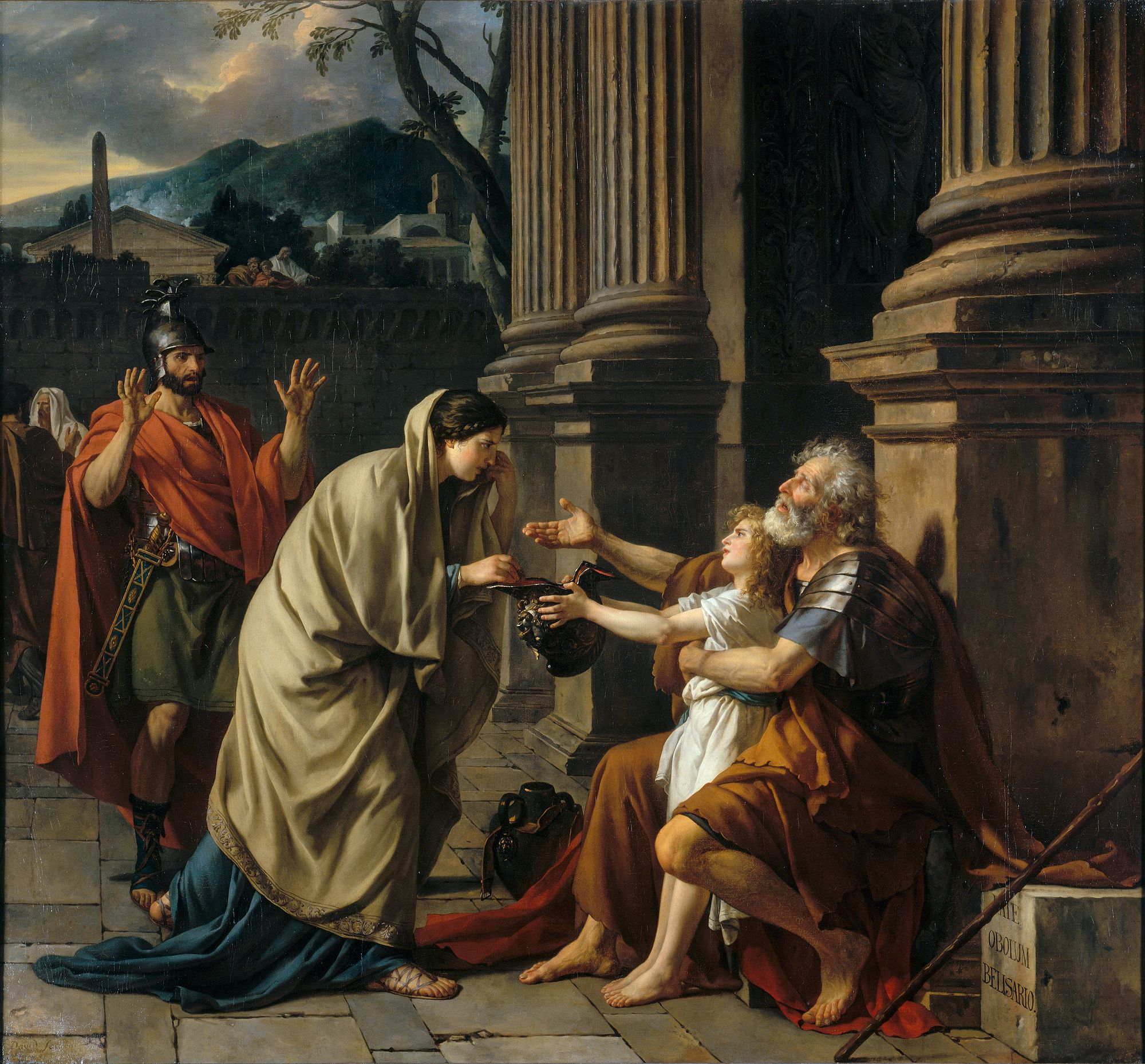
Belisari (1781)
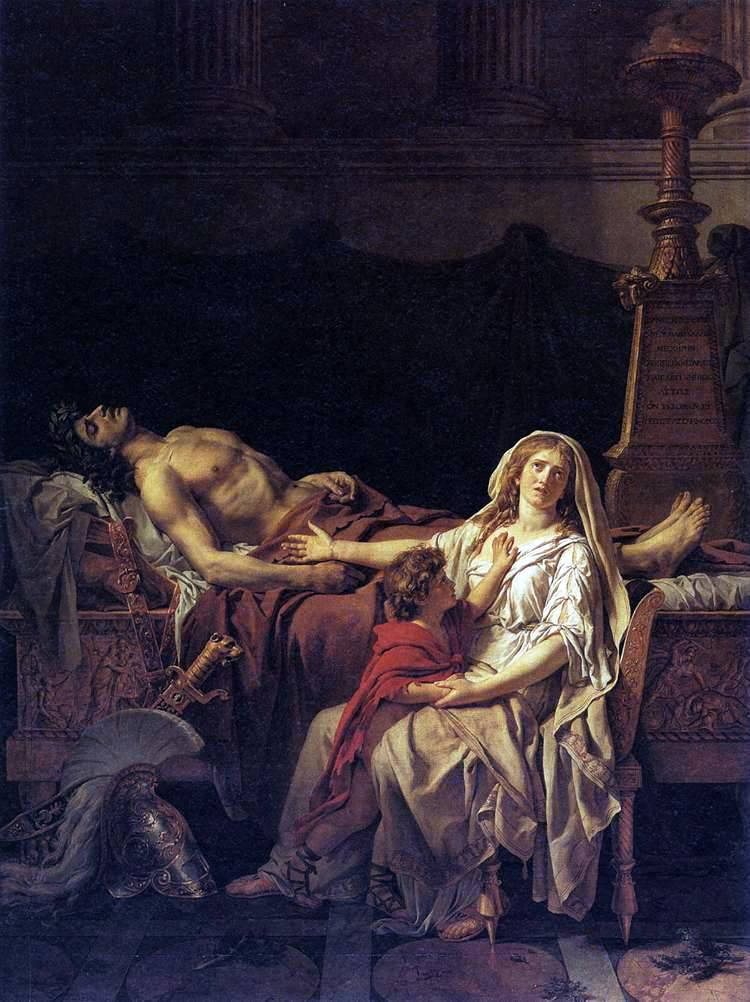
Andròmaca plora a Hèctor (1783)
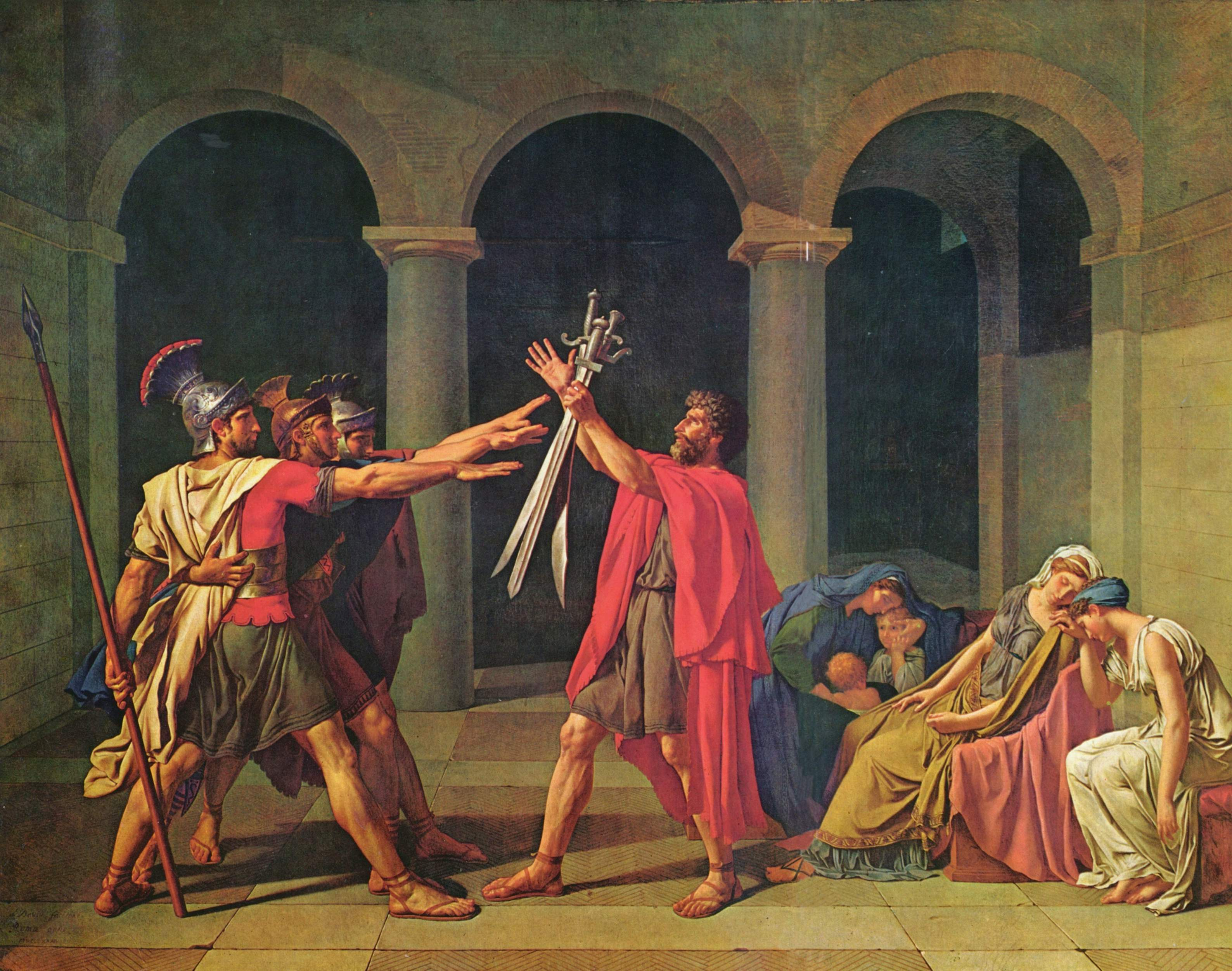
El jurament dels Horacis (1784)
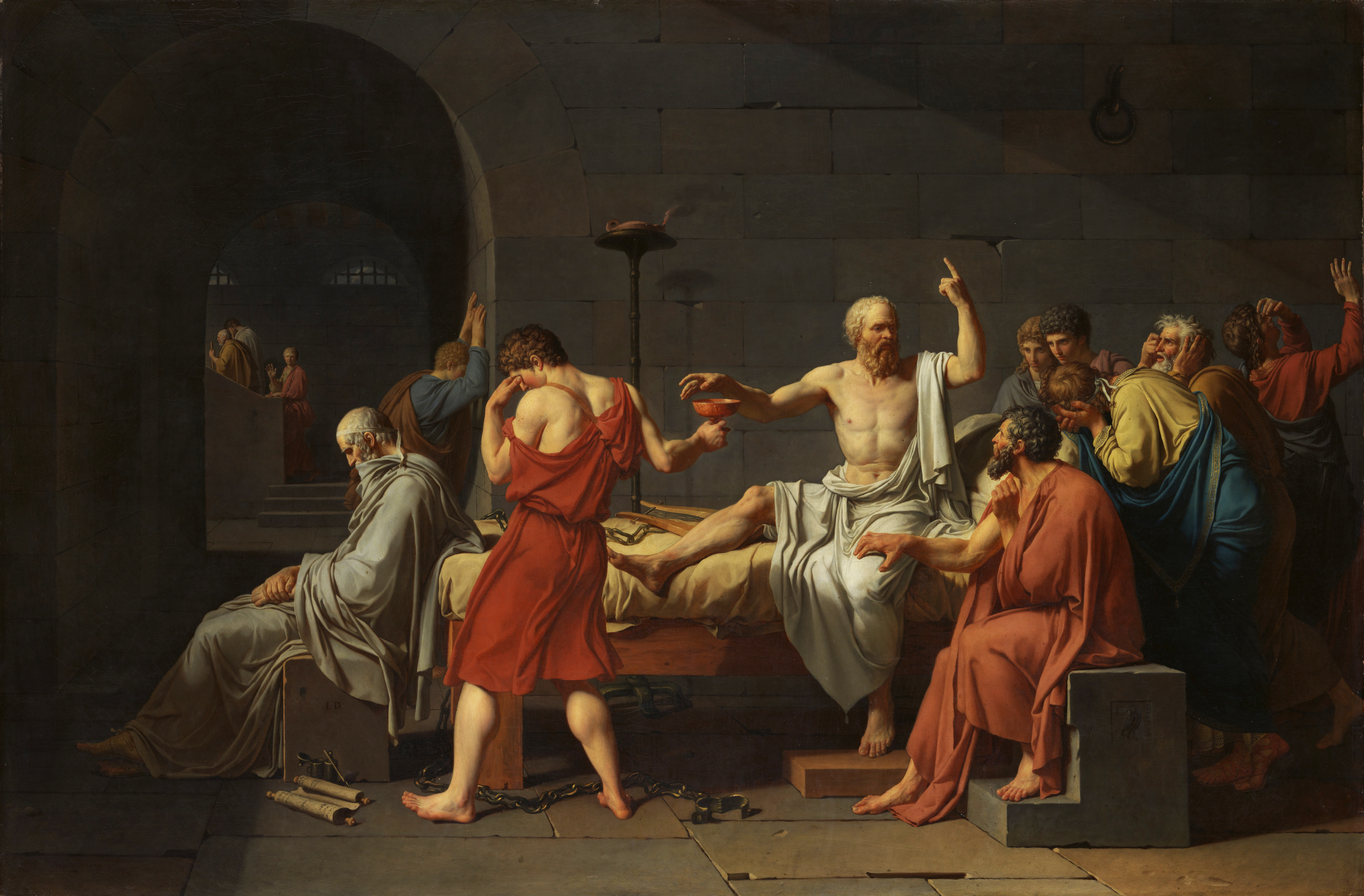
La mort de Sòcrates (1787)
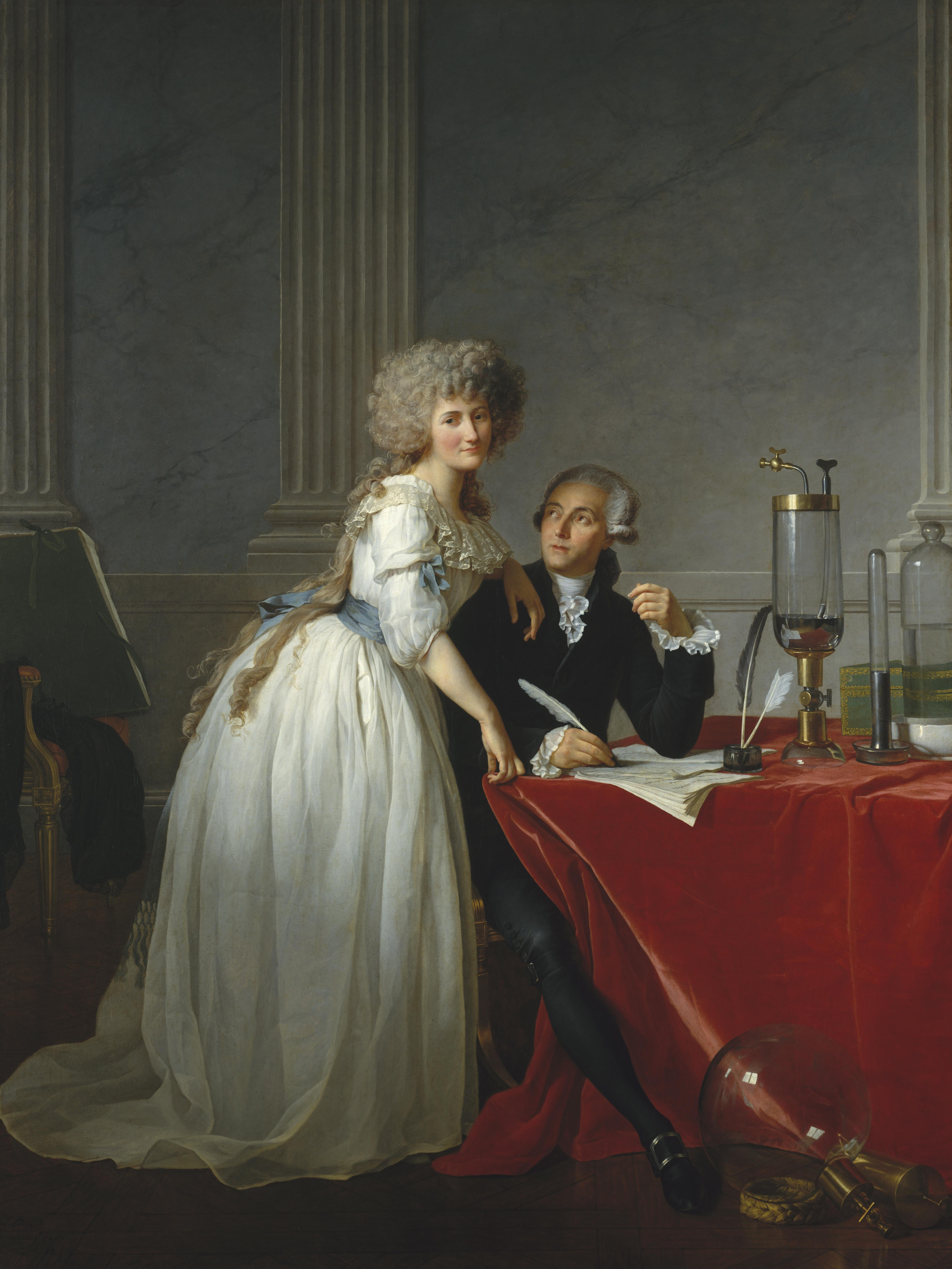
Retrat de Monsieur Lavoisier i la seua muller (1788)
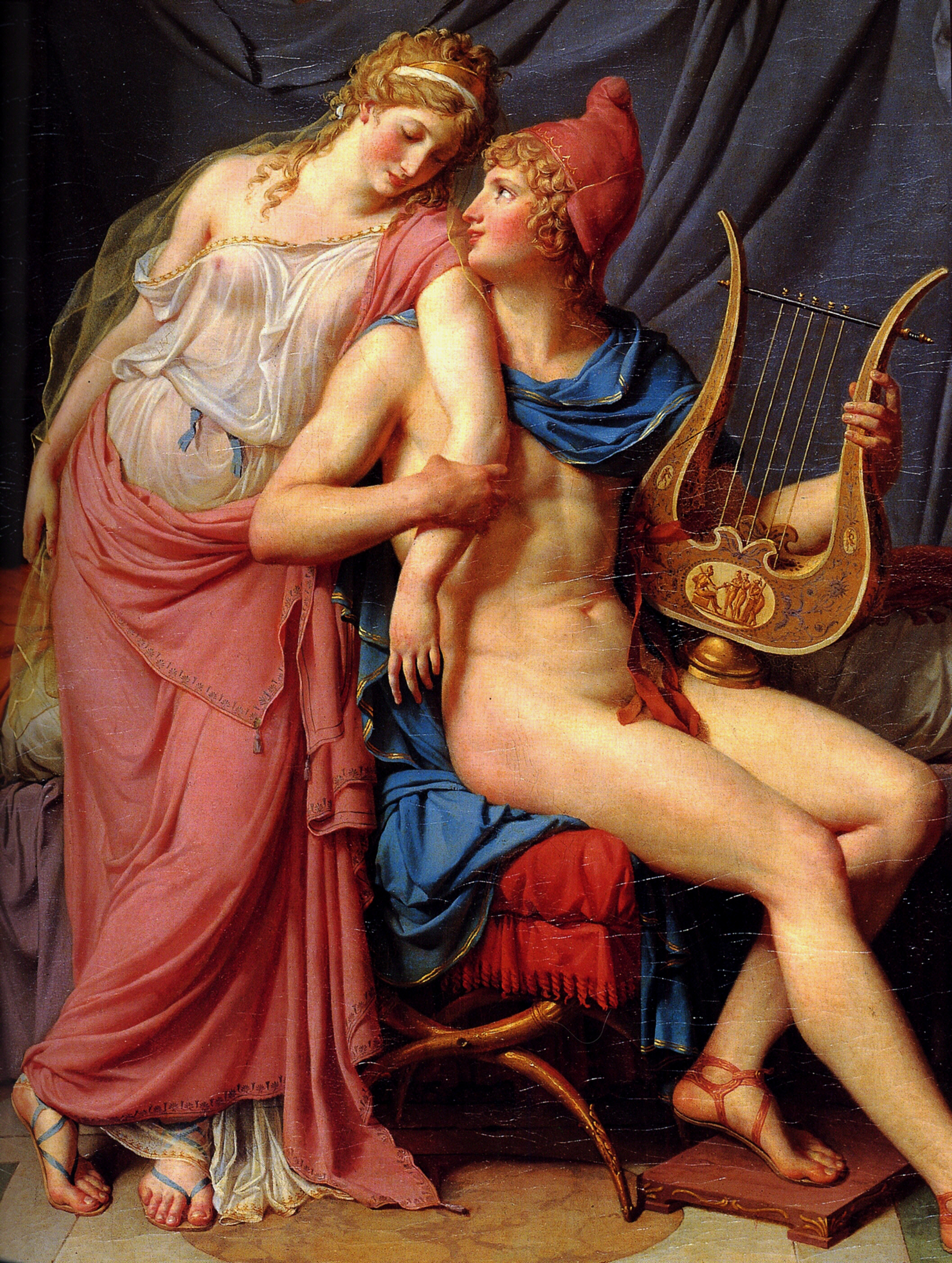
Els amors de Paris i Hèlena (1788)
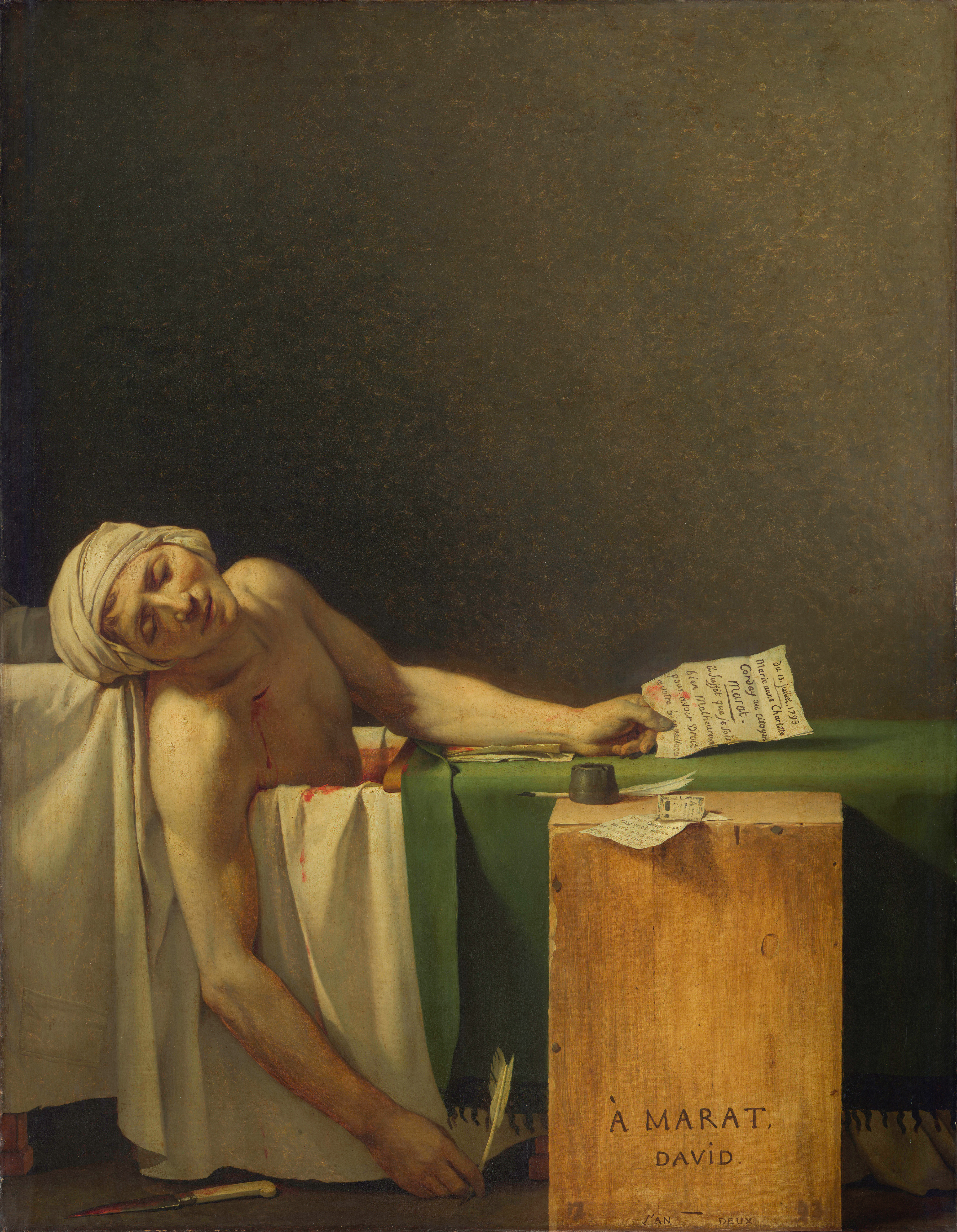
La mort de Marat (1793)
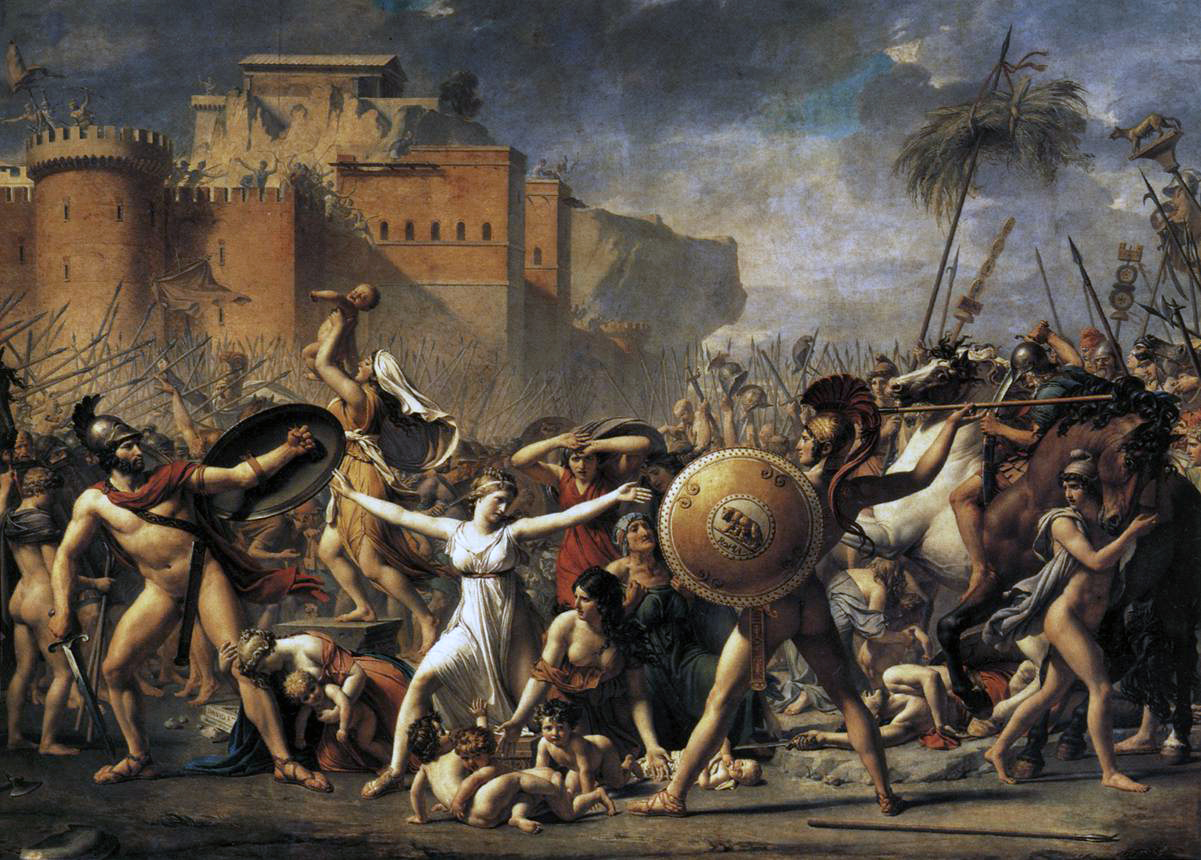
La intervenció de les sabines (1796-1799)
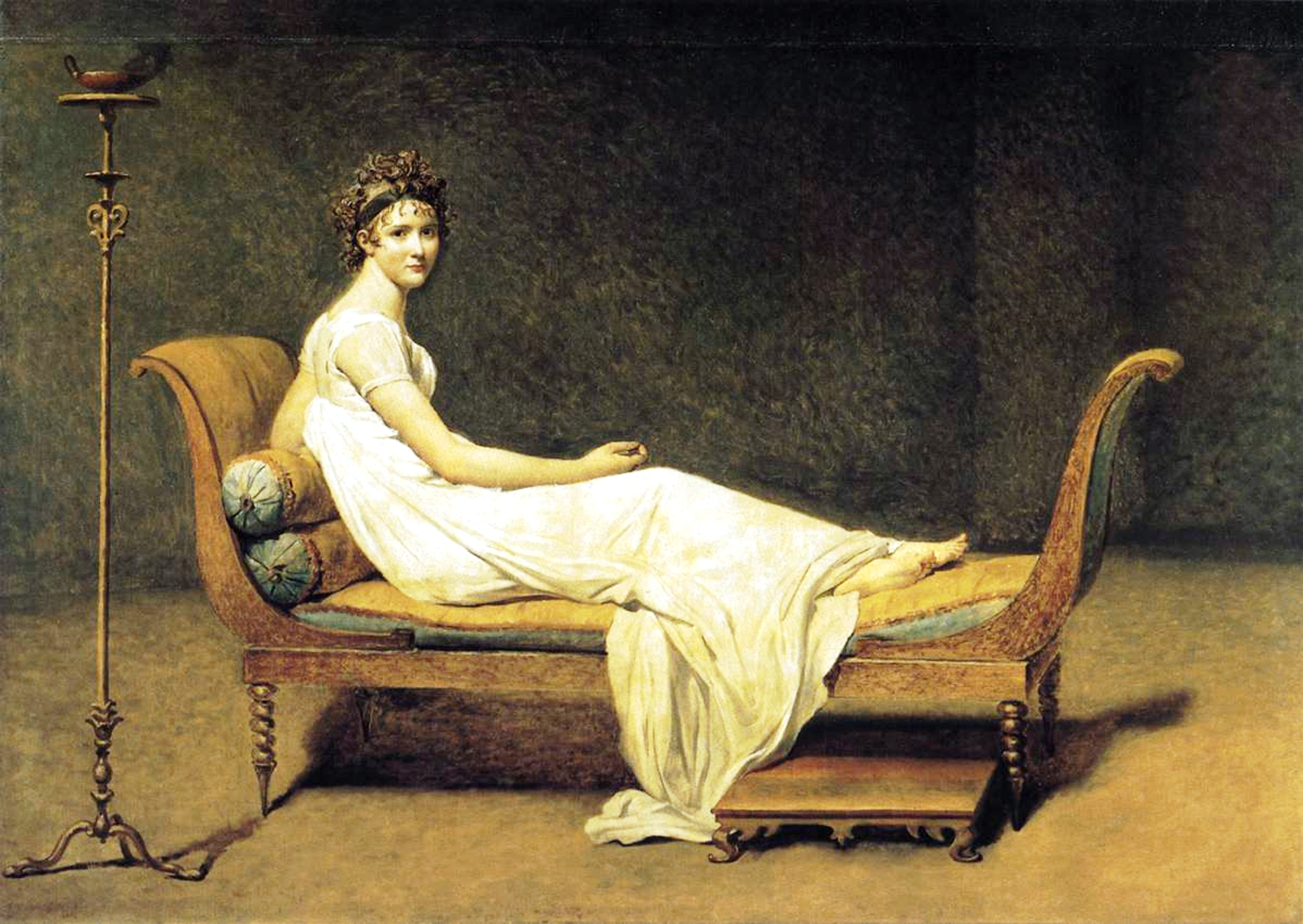
Madame Récamier (1800)
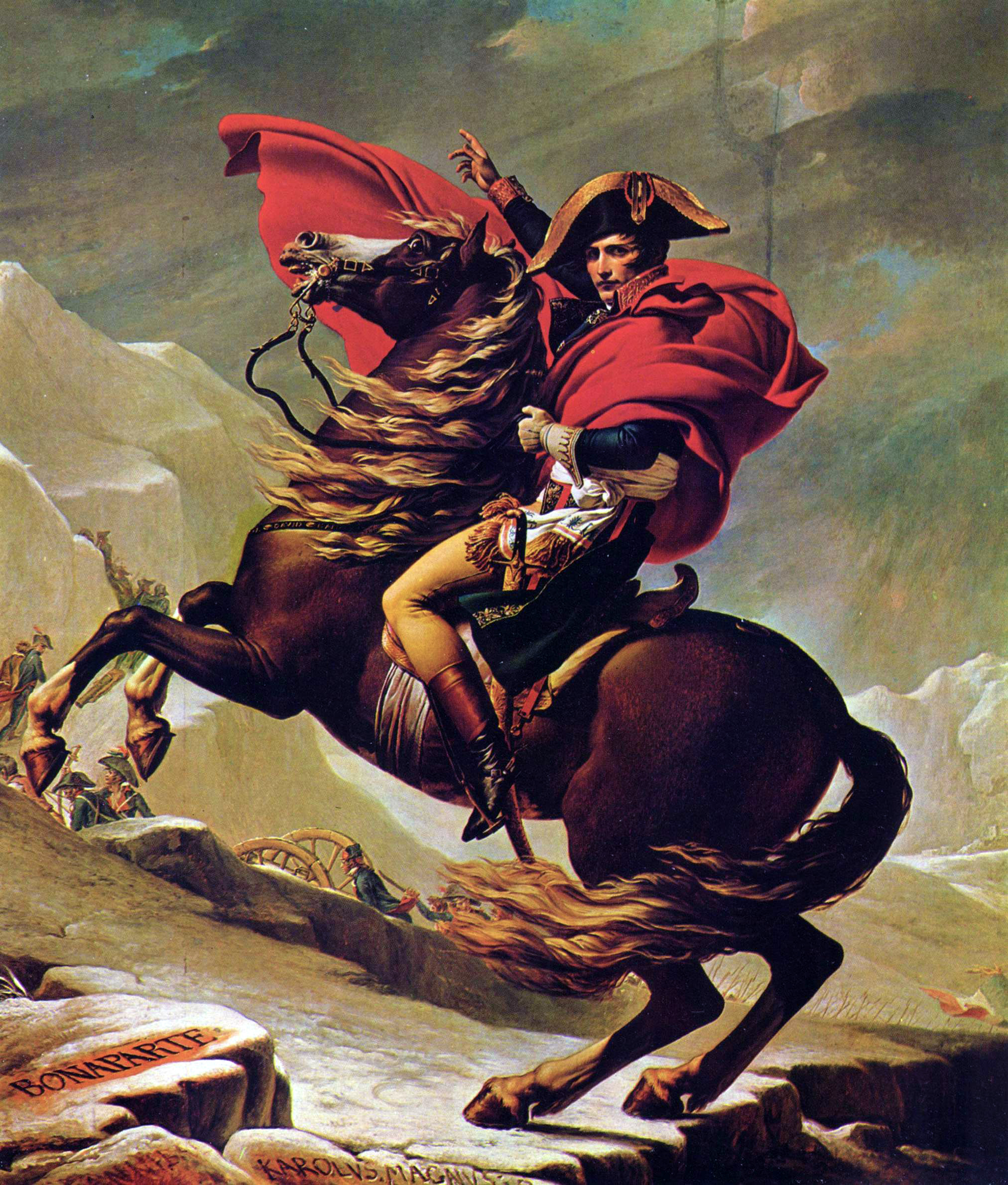
Napoleó travessant els Alps (1801)
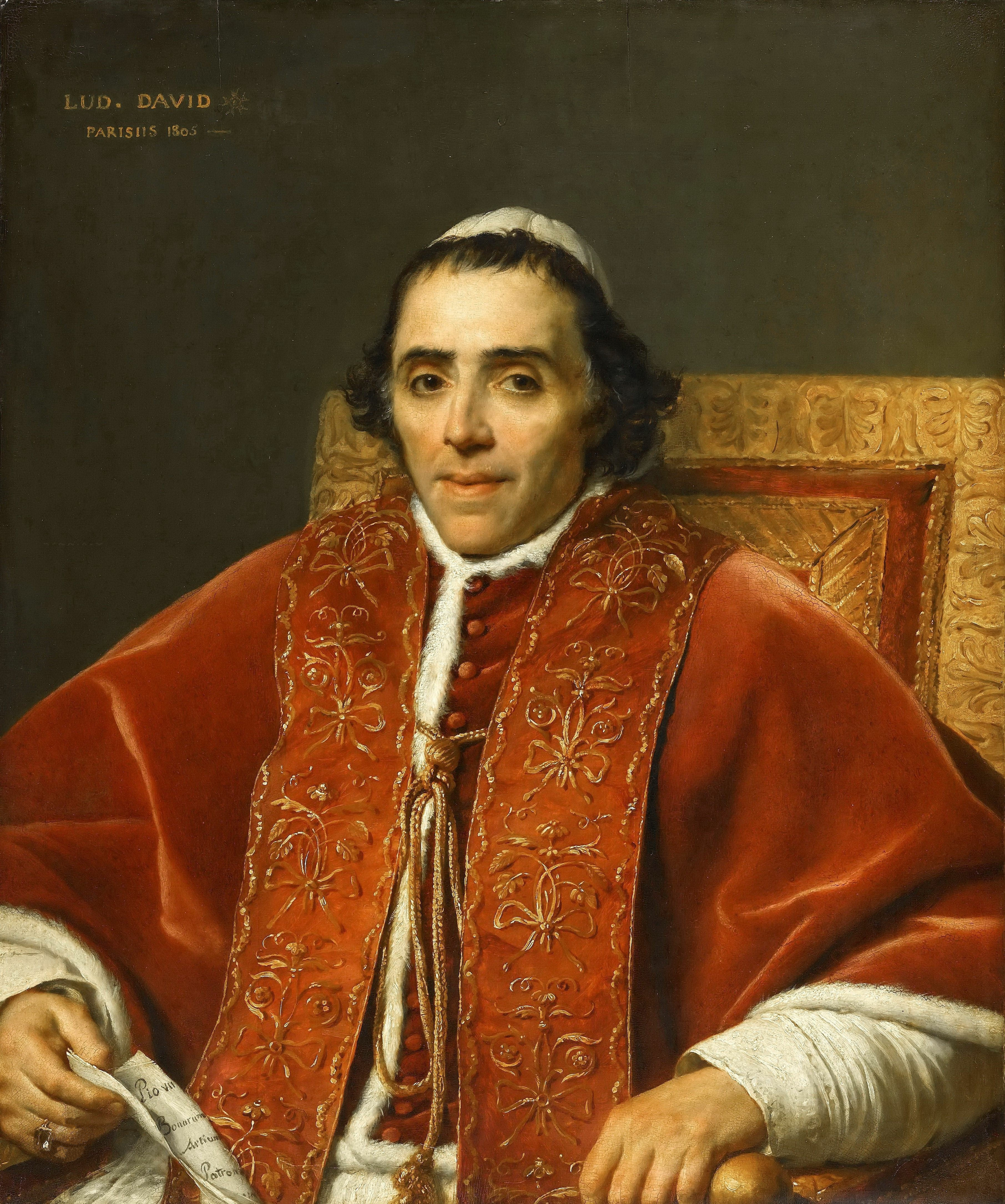
Papa Pius VII (1805)
La coronació de Napoleó, (1806)
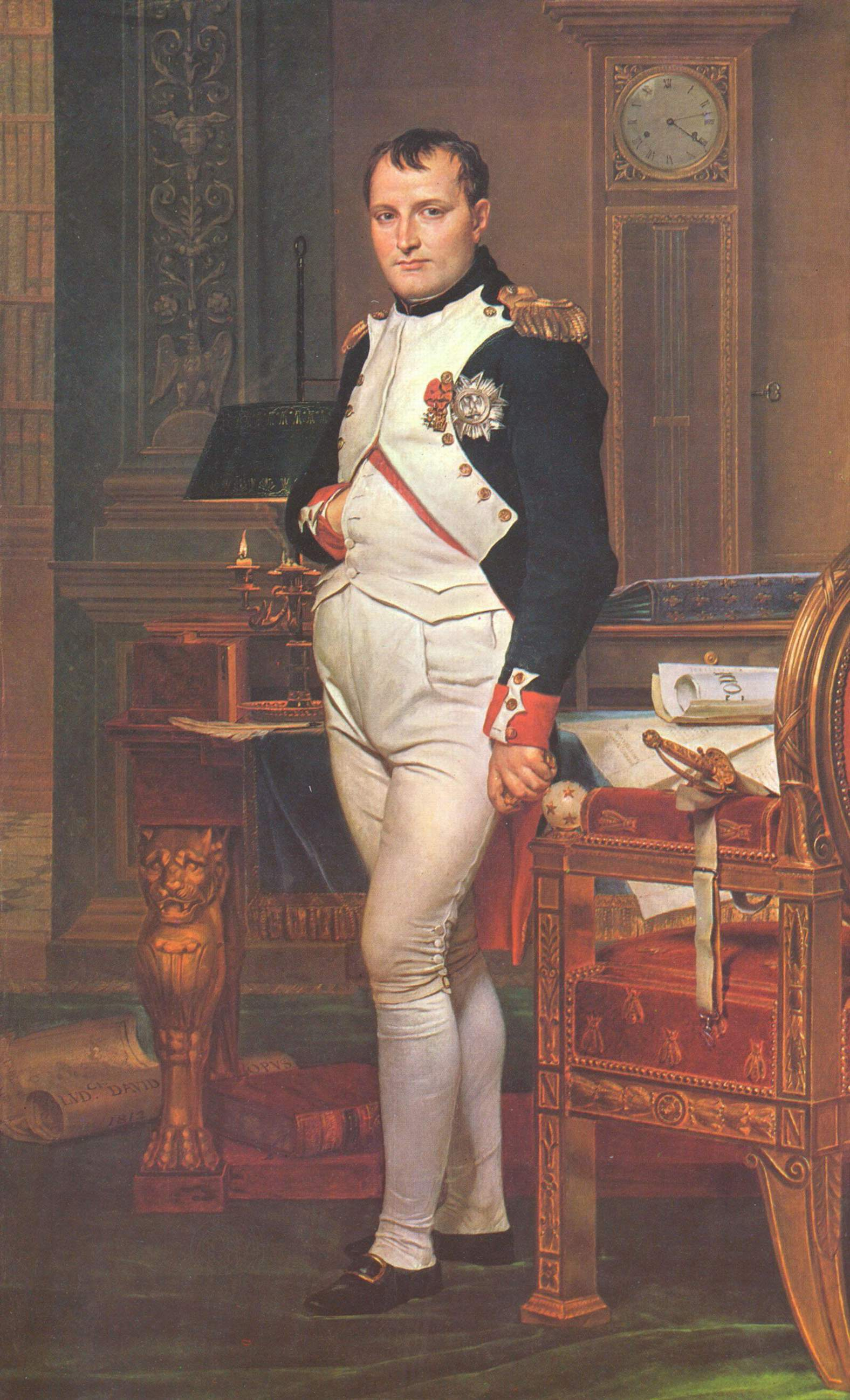
Napoleó en el seu estudi (1812)
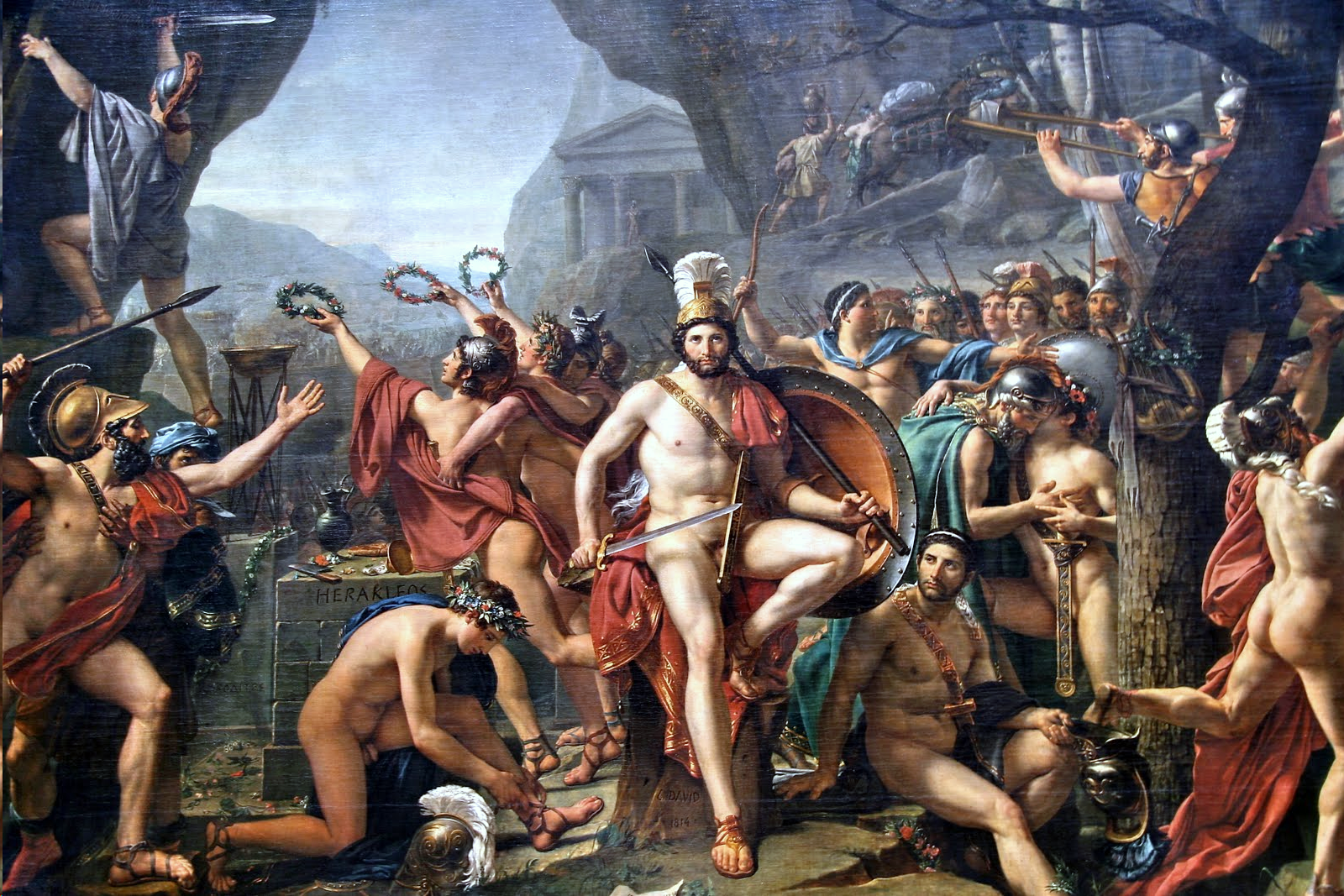
Leònides a la Termòpiles (1814)
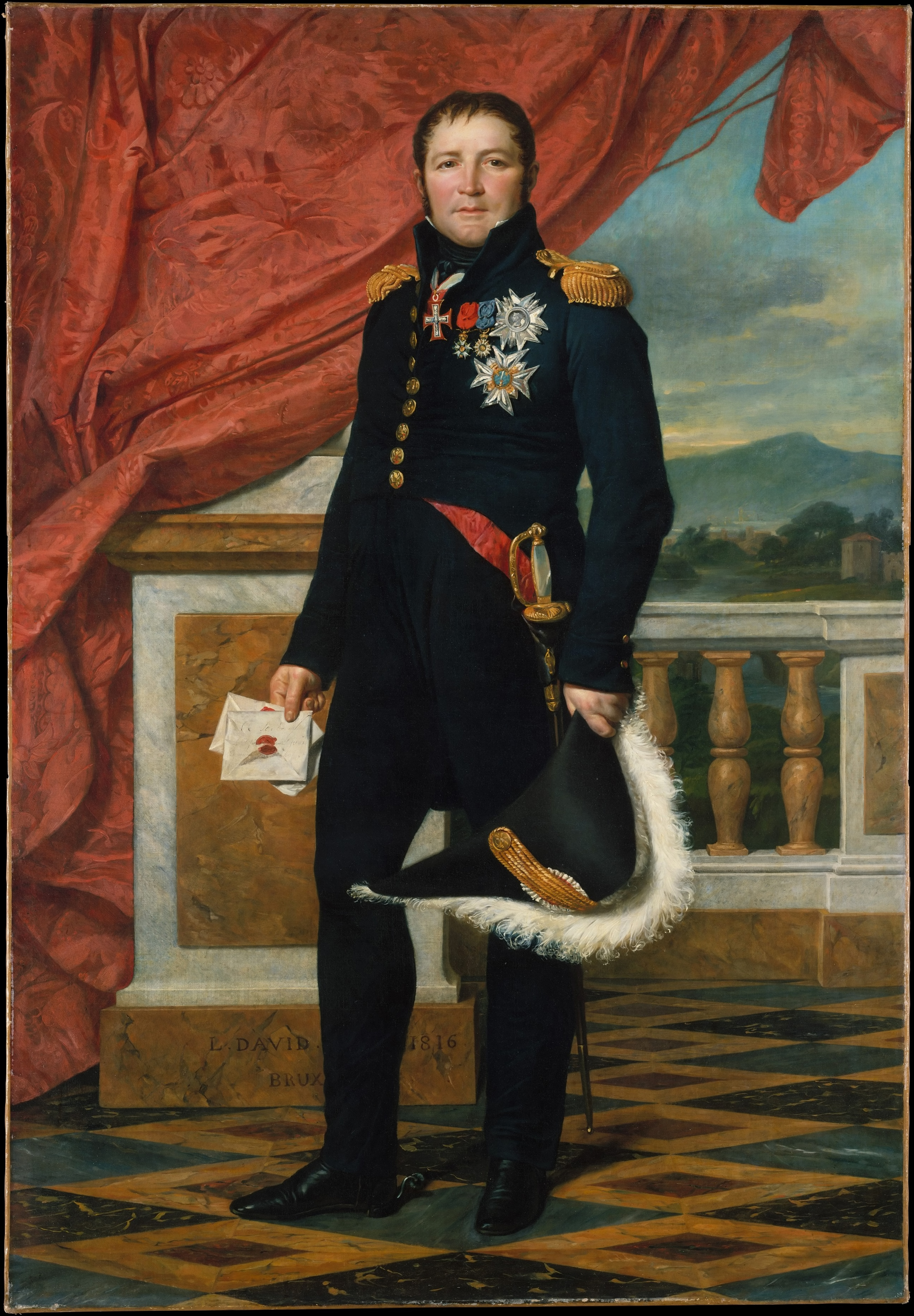
Étienne-Maurice Gérard (1816)
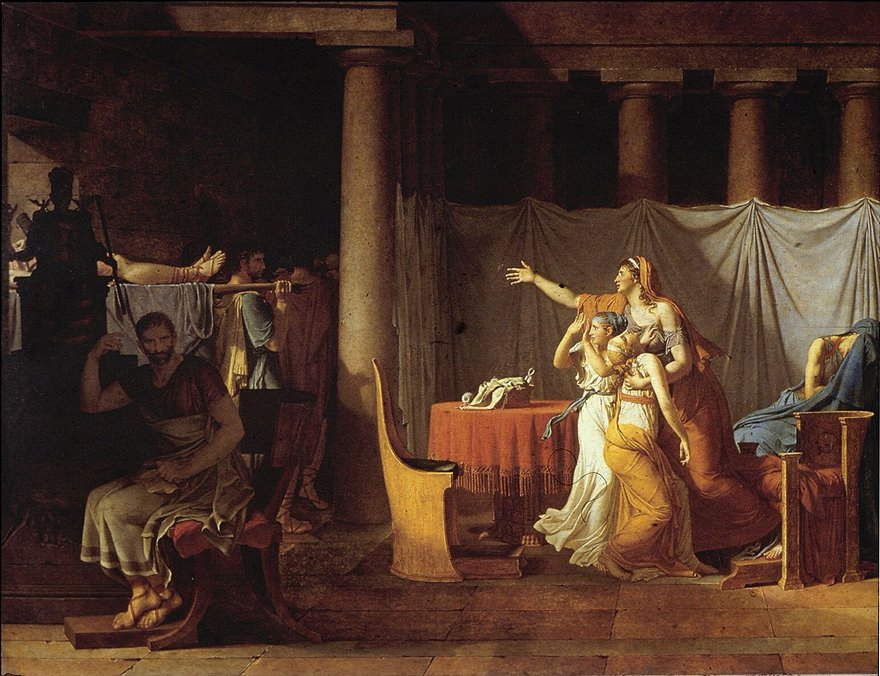
Els lictors portant a Brut els cossos dels seus fills (1789)
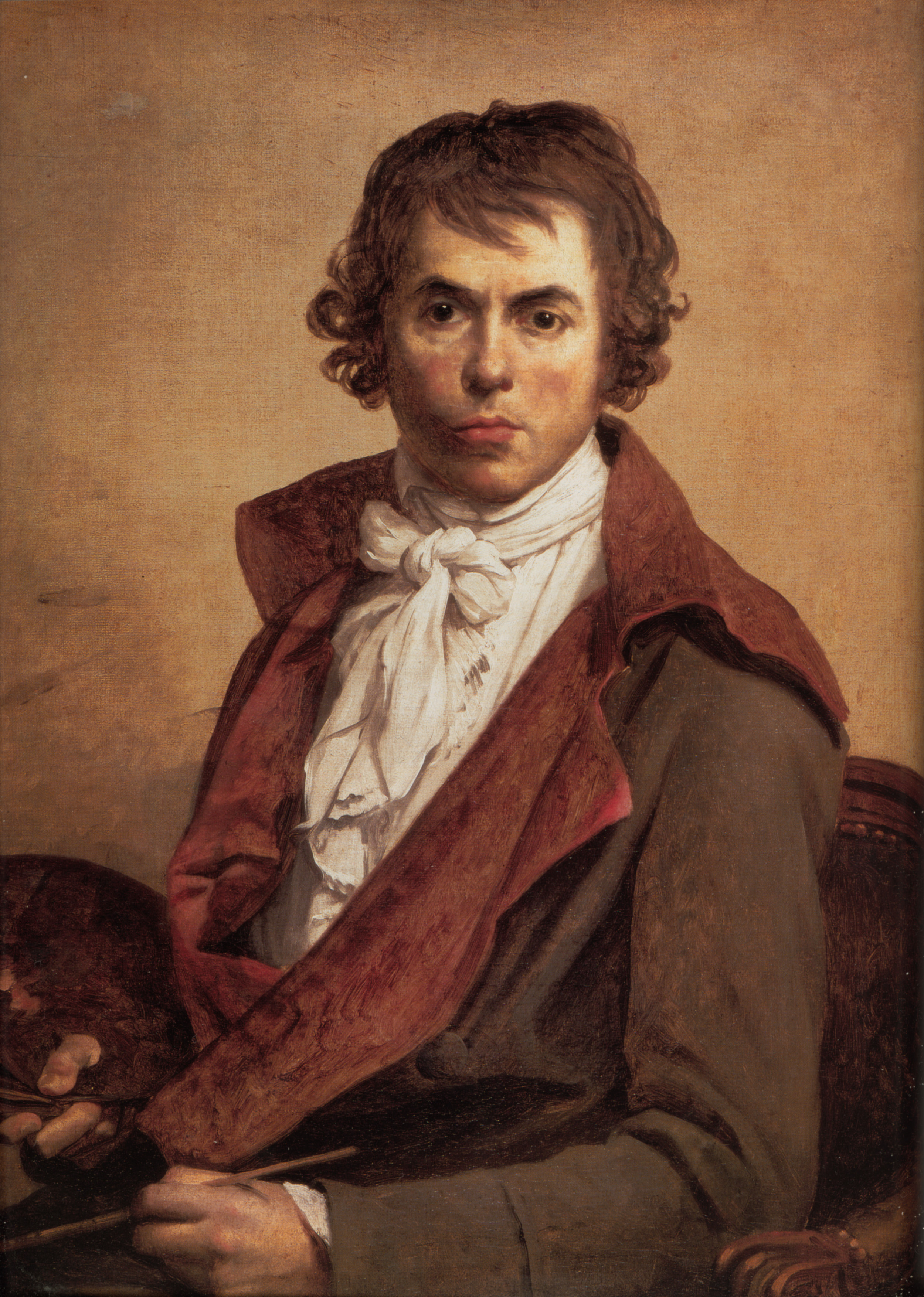
Autoretrat de Jacques-Louis David, (1794)